# Неонацизам
Неонацизам је политичка идеологија и покрети који реафирмишу идеје и праксу Националсоцијалистичке партије немачког Трећег рајха у новим околностима, идентификујући је са идејама локалног национализма. У Немачкој и другим земљама, исказивање ове идеологије је забрањено. Велики део својих активности неонацисти обављају кроз неформалне и тајне групе.
Политичке групе које покушавају да оживе тај покрет се заједнички називају неонацистичке или неофашистичке групе. Идеали ових група варирају, али скоро све имају неке заједничке тачке: величање Хитлера и нациста, умањивање или потпуно негирање Холокауста, борба против мултикултурализма, национализам, нетолеранција према одређеним групама (Јеврејима, муслиманима, не-белцима, хомосексуалцима).
Неке од тих партија су Национални фронт (Француска), Британска национална партија (Уједињено Краљевство), Слободарска партија Аустрије (Аустрија), Златна зора (Грчка), Свобода (Украјина) и многе друге.

## Дефиниција
Термин неонацизам описује све милитантне, друштвене или политичке покрете после Другог светског рата који настоје да оживе идеологију нацизма у целини или делимично.
Термин 'неонацизам' се такође може односити на идеологију ових покрета, који могу позајмити елементе из нацистичке доктрине, укључујући ултранационализам, антикомунизам, расизам, способанизам, ксенофобију, хомофобију, антисемитизам, све до покретања Четвртог Рајха. Порицање холокауста је уобичајена карактеристика, као и уграђивање нацистичких симбола и дивљење Адолфу Хитлеру.
Неонацизам се сматра посебним обликом крајње десничарске политике и десног екстремизма.

### Хиперборејска расна доктрина
Неонацистички писци су поставили духовну, езотеричну доктрину расе, која иде даље од материјалистичког научног расизма инспирисаног првенствено Дарвином, популарног углавном у англосфери током 20. века. Утицајне личности у развоју неонацистичког расизма, као што су Мигел Серано и Јулијус Евола, тврде да су хиперборејски преци Аријаца били у далекој прошлости, далеко виша бића од њиховог садашњег стања, која су патила од „инволуције“ због мешања са „телурским“ народима; наводне творевине Демијурга. У оквиру ове теорије, да би се „Аријевци“ вратили у златно доба далеке прошлости, треба да пробуде сећање на крв. Често се тврди да су Хиперборејци били ванземаљски. Ове теорије црпе утицај из гностицизма и тантризма, надовезујући се на рад Ахненербеа. У оквиру ове расистичке теорије, Јевреји се сматрају антитезом племенитости, чистоте и лепоте.

### Екологија и заштита животне средине
Неонацизам се генерално повезује са варијацијом заштите животне средине у крви и тлу, која има заједничке теме са дубоком екологијом, органским покретом и протекционизмом животиња. Ову тенденцију, која се понекад назива и „екофашизам“, у оригиналном немачком нацизму је представљао Ричард Валтер Даре, који је био Рајхсминистар хране од 1933. до 1942. године.

## Аналогни европски покрети
Изван Немачке, у другим земљама које су биле укључене у силе Осовине и имале своје домаће ултранационалистичке покрете, који су понекад сарађивали са Трећим рајхом, али технички нису били националсоцијалисти немачког стила, ревивалистички и носталгични покрети су се појавили у постратни период који, као што је то учинио неонацизам у Немачкој, настоји да рехабилитује своје различите лабаво повезане идеологије. Ови покрети укључују неофашисте и постфашисте у Италији; Вишијевци, петинисти и „национални Европљани“ у Француској; симпатизери усташа у Хрватској; неочетници у Србији; препородитељи Гвоздене гарде у Румунији; Угаристи и хортисти у Мађарској и други.

### Србија
Пример неонацизма у Србији је група Национални строј. 2006. године подигнуте су оптужнице против 18 водећих чланова. Друга организација је Образ који је 12. јуна 2012. забрањен од стране Уставног суда Србије. Поред политичких партија, у Србији постоји неколико милитантних неонацистичких организација, попут Крв и част Србија и Комбат 18. Више десетина присталица неонацистичке групе „Зентропа Србија” окупило се 4. фебруара 2023. године у центру Београда поводом годишњице смрти Милана Недића, председника квислиншке Владе за време нацистичке окупације Србије у Другом светском рату.

### Босна и Херцеговина
Неонацистичка бела националистичка организација Босански покрет националног поноса основана је у Босни и Херцеговини у јулу 2009. године. Њен модел је 13. СС брдска дивизија Ханџар (1. хрватска), коју су чинили бошњачки добровољци. За своје главне непријатеље проглашавала је „Јевреје, Роме, српске четнике, хрватске сепаратисте, Јосипа Броза Тита, комунисте, хомосексуалце и црнце“. Његова идеологија је мешавина босанског национализма, националсоцијализма и белог национализма. "Идеологије које нису добродошле у Босни су: ционизам, исламизам, комунизам, капитализам. Једина идеологија добра за нас је босански национализам јер осигурава национални просперитет и социјалну правду…" Групу предводи особа са надимком Зауберцвајг, по команданту 13. СС Ханџара. Најјаче подручје деловања групе је на подручју Тузле.

### Хрватска
Неонацисти у Хрватској своју идеологију заснивају на писању Анте Павелића и усташа, фашистичког антијугословенског сепаратистичког покрета. Усташки режим је извршио геноцид над Србима, Јеврејима и Ромима. На крају Другог светског рата, многи усташки припадници побегли су на Запад, где су нашли уточиште и наставили своје политичке и терористичке активности (које су толерисане због хладноратовских непријатељстава).
Загребачки Трг жртава фашизма је 1999. године преименован у Трг хрватских племића, што је изазвало широке критике односа Хрватске према холокаусту. Године 2000. Градско веће Загреба поново је преименовало трг у Трг жртава фашизма. Многе улице у Хрватској преименоване су по
истакнутом усташком лику Милу Будаку, што је изазвало негодовање српске мањине. Од 2002. године долази до преокрета овог развоја, а улице са именом Миле Будак или других особа повезаних са усташтвом су малобројне или их нема. У Слуњу је постављена плоча са натписом "Хрватски витез Јуре Францетић" у част Францетића, озлоглашеног усташког вође Црне легије. Плоча је ту остала четири године, све док је власти нису уклониле.
Хрватски кривични закон је 2003. године измењен одредбама које забрањују јавно истицање нацистичких симбола, пропагирање нацистичке идеологије, историјски ревизионизам и негирање холокауста, али су измене поништене 2004. јер нису донете у складу са уставом прописаном процедуром. Ипак, од 2006. године хрватски кривични закон изричито забрањује сваку врсту злочина из мржње на основу расе, боје коже, пола, сексуалне оријентације, вере или националног порекла.
У Хрватској је било случајева говора мржње, као што је употреба синтагме Србе на врбе! („[Обесити] Србе на врбе!“). Православна црква је 2004. године спрејом исписана проусташким графитима. Током неких протеста у Хрватској, присталице Анте Готовине и других осумњичених ратних злочинаца у то време (сви ослобођени оптужби 2012. године) носили су националистичке симболе и слике Павелића. Дана 17. маја 2007. године, концерту у Загребу Томпсона, популарног хрватског певача, присуствовало је 60.000 људи, од којих су неки били у усташким униформама. Неки су усташки поздрављали и узвикивали усташку паролу „За дом спремни“. Овај догађај је подстакао Центар Симон Визентал да јавно упути протест хрватском председнику. На комеморацији у Блајбургу која се сваке године одржава у Аустрији забележени су случајеви излагања усташких меморабилија.